# Seeberg (wzgórze w Mescherin)

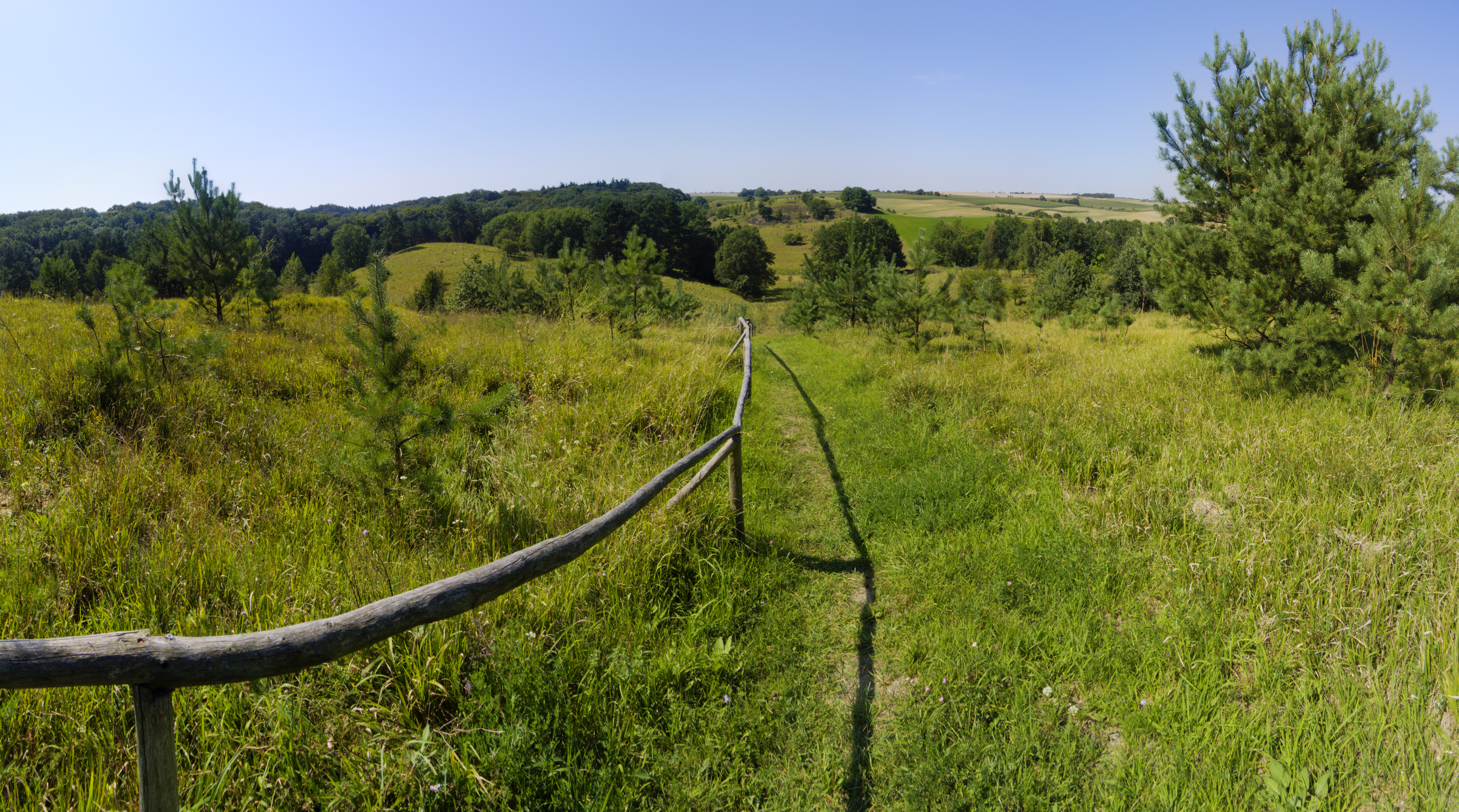
Widoki w kierunku zachodnim

Seeberg - wzgórze o wysokości około 40 m n.p.m. w południowej części Mescherin w Powiecie Uckermark. Przez wzgórze prowadzi jednokierunkowa ścieżka ubezpieczona barierką. Na szczycie punkt widokowy na Dolinę Dolnej Odry i Gryfino.